# 카민 카리디
카마인 커리디(Carmine Caridi, 1934년 1월 23일 ~ 2019년 5월 28일)는 미국의 배우이다.
뉴욕에서 태어났으며 로스앤젤레스에서 사망하였다. 사인은 폐렴이다.

## 출연 작품
- 리버스 나인 (2015, Rivers 9)
- 웬즈데이 어게인 (2008년)
- 노바디 노우스 애니씽! (2003년) - 프랭키 C. 역
- 카를로스 웨이크 (1999년)
- 대포알탄 사나이 (1997년)
- 탑 독 (1995년)
- 루비 (1992년)
- 추락한 백만장자 (1991년)
- 너무도 매력적인 여자 (1991년)
- 벅시 (1991년)
- 하바나 (1990년)
- 대부 3 (1990년)
- 스플릿 디씨전 (1988년)
- 사랑시대 (1987년)
- 마피아의 아내 (1987년)
- 머니 핏 (1986년)
- 백만장자 브루스터 (1985년) - 살비노 역
- 환상의 휴가 (1985년)
- 도시의 제왕 (1981년)
- 지참금 2백만불 (1979년)
- 카사블랑카의 살인 (1978년)
- 형사 Q (1976년)
- 겜블러 (1974년)
- 대부 2 (1974년)
- 갱 댓 커든트 슛 스트레이트 (1971년)
- 도청 작전 (1971년)

### 텔레비전
- 달리는 사이먼 (1981년)
- 코작 (1973년)
- 내일은 스타 (1982년)